# 方丹库韦尔特
方丹库韦尔特（法語：Fontaine-Couverte，法語發音：[fɔ̃tɛn kuvɛʁt]）是法国马耶讷省的一个市镇，属于贡捷堡区。

## 地理
方丹库韦尔特（47°54'30"N, 1°8'34"W）面积21.65 平方千米，位于法国卢瓦尔河地区大区马耶讷省，该省份为法国西北部内陆省份，北起芒什省和奧恩省，西接伊勒-维莱讷省，南至曼恩-卢瓦尔省，东临萨尔特省。
与方丹库韦尔特接壤的市镇（或旧市镇、城区）包括：屈耶、拉内、拉塞勒盖尔谢斯、巴洛、布兰叙莱马尔什、加斯蒂讷、拉罗、圣米歇尔德拉罗。

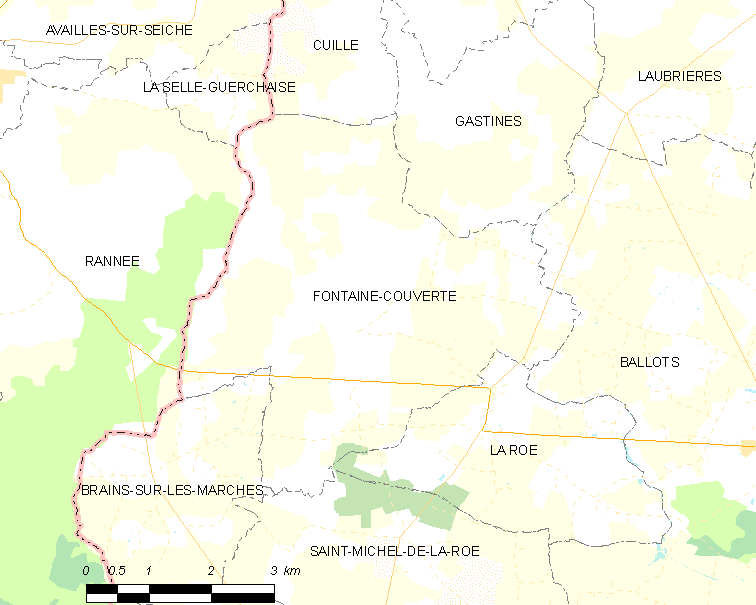
方丹库韦尔特的OSM定位图

方丹库韦尔特的时区为UTC+01:00、UTC+02:00（夏令时）。

## 行政
方丹库韦尔特的邮政编码为53350，INSEE市镇编码为53098。

## 政治
方丹库韦尔特所属的省级选区为科塞勒维维安县。

## 人口

1962-2008年间方丹库韦尔特人口变化图示

方丹库韦尔特于2022年1月1日时的人口数量为423人。